# Metropolitano de Toulouse
O Metro de Toulouse é um sistema de metropolitano que serve a cidade francesa de Toulouse.